# 私人採購
《私人採購》（英語：Personal Shopper）是一部2016年由奧利維耶·阿薩亞斯執導的法國心理驚悚片，本片獲選為第69屆坎城影展正式競賽片，阿薩亞斯憑此片獲得最佳導演獎。

## 劇情
來自美國的莫琳是住在巴黎幫名媛凱拉打點時尚行頭的私人採購員，她留在法國做這份她不喜歡的工作的原因是此地是她雙胞胎哥哥心臟病發死亡之處，她哥哥生前對死後的靈魂世界深信不疑，他曾跟莫琳說，他們若誰先過世就必須設法向活在人世的另一人顯現跡象；莫琳到哥哥生前居住的房子裡過夜想要得到來自另一個世界的訊息，深夜裡房子出現靈異徵兆，之後她手機更出現不明使用者向她發送語氣神秘的簡訊。

## 演員
- 克莉絲汀·史都華 飾 莫琳
- 拉爾斯·艾丁格 飾 依果
- Nora von Waldstätten 飾 凱拉
- 安德斯·丹尼爾森·李 飾 爾文

## 外部連結
- 互联网电影数据库（IMDb）上《私人採購》的资料（英文）
- 爛番茄上《私人採購》的資料（英文）